# Sadok Sassi
Sadok Sassi (en árabe: الصادق ساسي‎), apodado «Attouga») (14 de noviembre de 1945, Ciudad de Túnez) es un exfutbolista tunecino que jugaba de portero en el Club Africain y en la selección tunecina. Sassi es uno de los jugadores de fútbol más famosos de Túnez, especialmente en África y el mundo árabe, y es ampliamente conocido por su carisma y el éxito temprano. Su carrera comenzó en 1963 a la edad de dieciocho años, y se unió al equipo nacional de Túnez dos años más tarde como portero del equipo. En una carrera de dieciséis años, Sassi ganó cinco títulos de liga, ocho copas, incluyendo tres de Túnez y el Magreb. En 1972, fue arquero del equipo africano en la Copa Mundial de la mini, organizado por Brasil.
Como portero principal de la selección, se perdió el comienzo del mundial de 1978 por lesión, y fue reemplazado por Mokhtar Naili. Fue galardonado con la Orden Africana de Fútbol de Plata al Mérito por la CAF.
Después de retirarse, ha trabajado como gerente general de Club Africain.